# Caaschwitz
Caaschwitz ist eine Gemeinde im Norden des Landkreises Greiz in Thüringen. Erfüllende Gemeinde von Caaschwitz ist die Stadt Bad Köstritz.

## Geografie
Caaschwitz liegt in Thüringen, in der Nähe von Gera und ist Nachbarort der Stadt Bad Köstritz. Die Gemeinde liegt am Fluss Weiße Elster. Am Ostrand des bebauten Gemeindegebiets verläuft der 12. Längengrad.

### Nachbargemeinden
Angrenzende Gemeinden sind Bad Köstritz im Landkreis Greiz sowie Hartmannsdorf und Silbitz im Saale-Holzland-Kreis.

## Geschichte
Caaschwitz wurde erstmals 1191 sowie am 21. Juni 1299 im Urkundenbuch der Vögte von Weida I 298 urkundlich erwähnt.
Im Dreißigjährigen Krieg wurde der Ort am 29. Januar 1637 durch kaiserliche Soldaten in Brand gesetzt, 19 Bauernhöfe wurden dabei zerstört.
Das heutige Gemeindehaus wurde 1859 als Schule errichtet, 1887 die Freiwillige Feuerwehr Caaschwitz gegründet. 1954 wurde der Ort vom Hochwasser der Weißen Elster betroffen, es ist bis dato das höchste je im Ort gemessene Hochwasserereignis. 1960 wurden die Bauern des Ortes in einer landwirtschaftlichen Produktionsgenossenschaft zwangskollektiviert.
Das Wappen von Caaschwitz wurde am 10. Dezember 1993 erstmals genehmigt und anerkannt. Entworfen wurde es von Bernd Goldbach.
2013 gefährdete erneut die Weiße Elster den Ort, eine Überflutung des Ortes durch Hochwasser konnte nur knapp verhindert werden.

### Rittergut Caaschwitz
Das Rittergut Caaschwitz war ein landtagsfähiges Rittergut. Mit dem Besitz des Rittergutes verbunden war die Patrimonialgerichtsbarkeit in Form der Ober- und Erbgerichtsbarkeit über das Dorf Caaschwitz, das Vorwerk Seifarthsdorf und die Erbgerichtsbarkeit über drei Bauerngüter und drei Häuser in Gleina. Die Obergerichtsbarkeit wurde 1836 an den Staat abgetreten, die niedere Gerichtsbarkeit am 1. Januar 1855 aufgehoben.
Inhaber des Rittergutes Caaschwitz waren seit 1582 die Familie von Schauroth, seit 1813 von Friesen, seit 1814 von der Planitz (Gustav Adolf von der Planitz) und seit 1857 Nägler. Das stattliche Herrenhaus in barock-klassizistischen Formen mit zwiebelbekrönten Dachreiter wurde 1945 abgerissen.

### Einwohnerentwicklung
Entwicklung der Einwohnerzahl (31. Dezember):
| - 1994: 680 - 1995: 678 - 1996: 666 - 1997: 670 - 1998: 701 - 1999: 676 | - 2000: 701 - 2001: 701 - 2002: 708 - 2003: 725 - 2004: 724 - 2005: 716 | - 2006: 709 - 2007: 705 - 2008: 678 - 2009: 680 - 2010: 649 - 2011: 644 | - 2012: 635 - 2013: 622 - 2014: 617 - 2015: 618 - 2016: 624 - 2017: 621 | - 2018: 627 - 2019: 624 - 2020: 642 - 2021: 639 - 2022: 642 - 2023: 628 |

 Datenquelle: Thüringer Landesamt für Statistik

## Politik

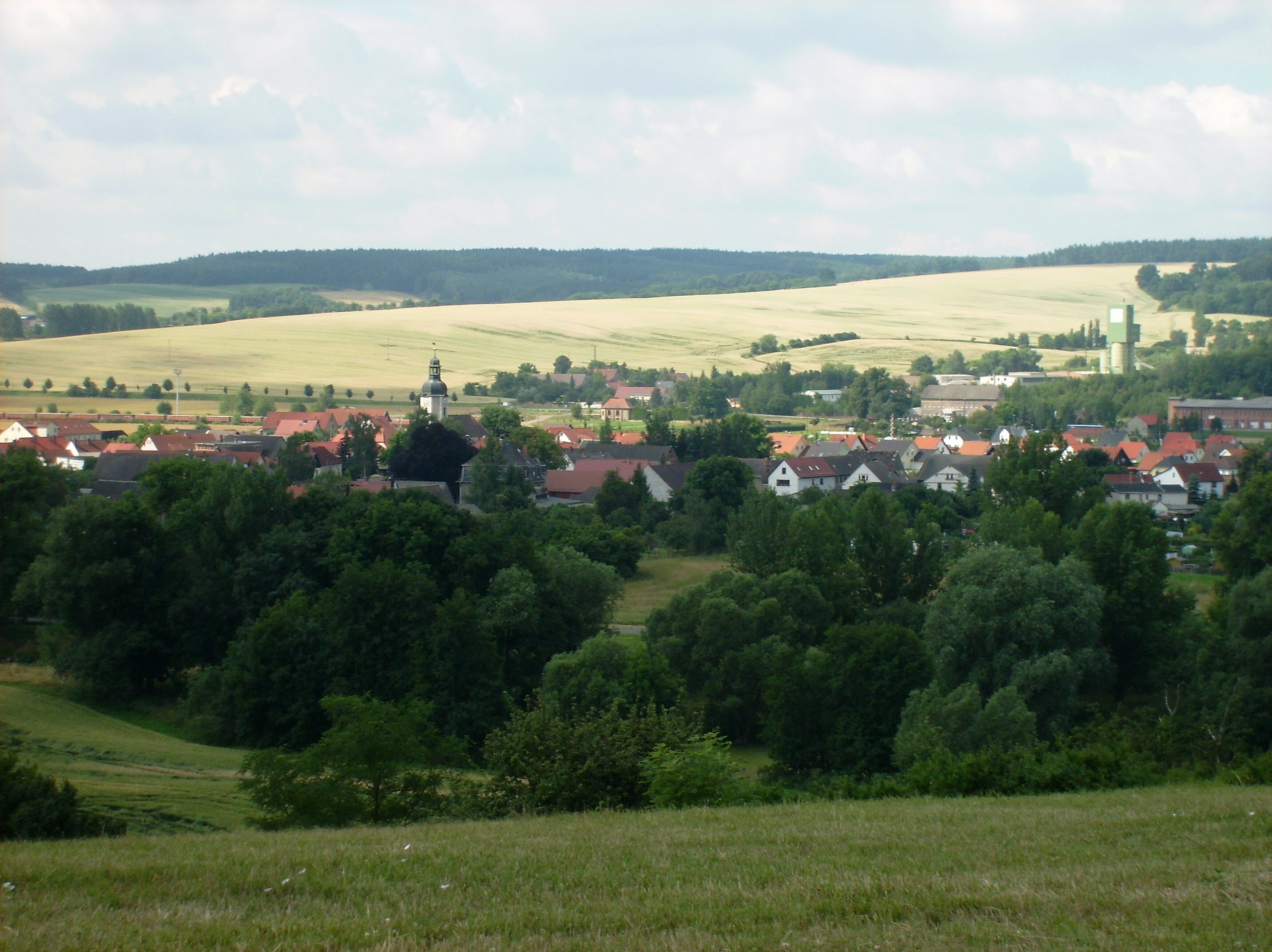
Blick auf Caaschwitz von Osten

### Gemeinderat
- Liste Sportverein/Frauenverein: 7
- Einzelvorschläge: 1

Alle Gemeinderatsmitglieder sind parteilos.

### Bürgermeister
Bürgermeister seit 1946:
- 1946–1949 Rudolf Skommedau
- 1949 Paul Köber
- 1950–1970 Rudolf Lorenz
- 1970–1971 Hertha Bernd
- 1971–1979 Willi Weinberger
- 1979 Siegfried Meindel
- 1979–1983 Uwe Weinberger
- 1983–1984 Franziska Purle
- 1984–1999 Waltraud Voigt
- seit 1999 Dieter Dröse

Bei den Bürgermeisterwahlen im Juni 2004 erlangte als einziger gesetzter Kandidat Dieter Dröse 96,6 % der 359 gültigen Stimmen (62 % Wahlbeteiligung). Der Kandidat mit den meisten Stimmen bei den sogenannten Einzelvorschlägen war Wolfgang Kahlenbach (Liste Sportverein/Frauenverein) mit etwa 2 %.

### Wappen
Das Wappen wurde am 10. Dezember 1993 genehmigt.
Blasonierung: „In geteiltem und halbgespaltenem Schild, oben in Grün eine silberne Elster, unten vorn in Silber ein grünes stilisiertes Kastanienblatt, hinten ein rotes gemauertes Feld.“
Die Elster im oberen Feld verweist als redendes Element auf den Fluss Weiße Elster, der durch die Gemeinde fließt und deren Entwicklung mitbestimmt. Das grüne stilisierte Kastanienblatt steht symbolisch für die vielen Kastanienbäume in der Gemeinde. Ein besonderer Blickfang ist dabei die Kastanienallee. Das gemauerte Feld versinnbildlicht die wirtschaftlich bedeutende Baustoffindustrie. Neben einem Kalkwerk ist besonders die Ziegelproduktion ein wichtiger Erwerbszweig in der Gemeinde.
Das Wappen wurde vom Heraldiker Michael Zapfe gestaltet.

## Sehenswürdigkeiten

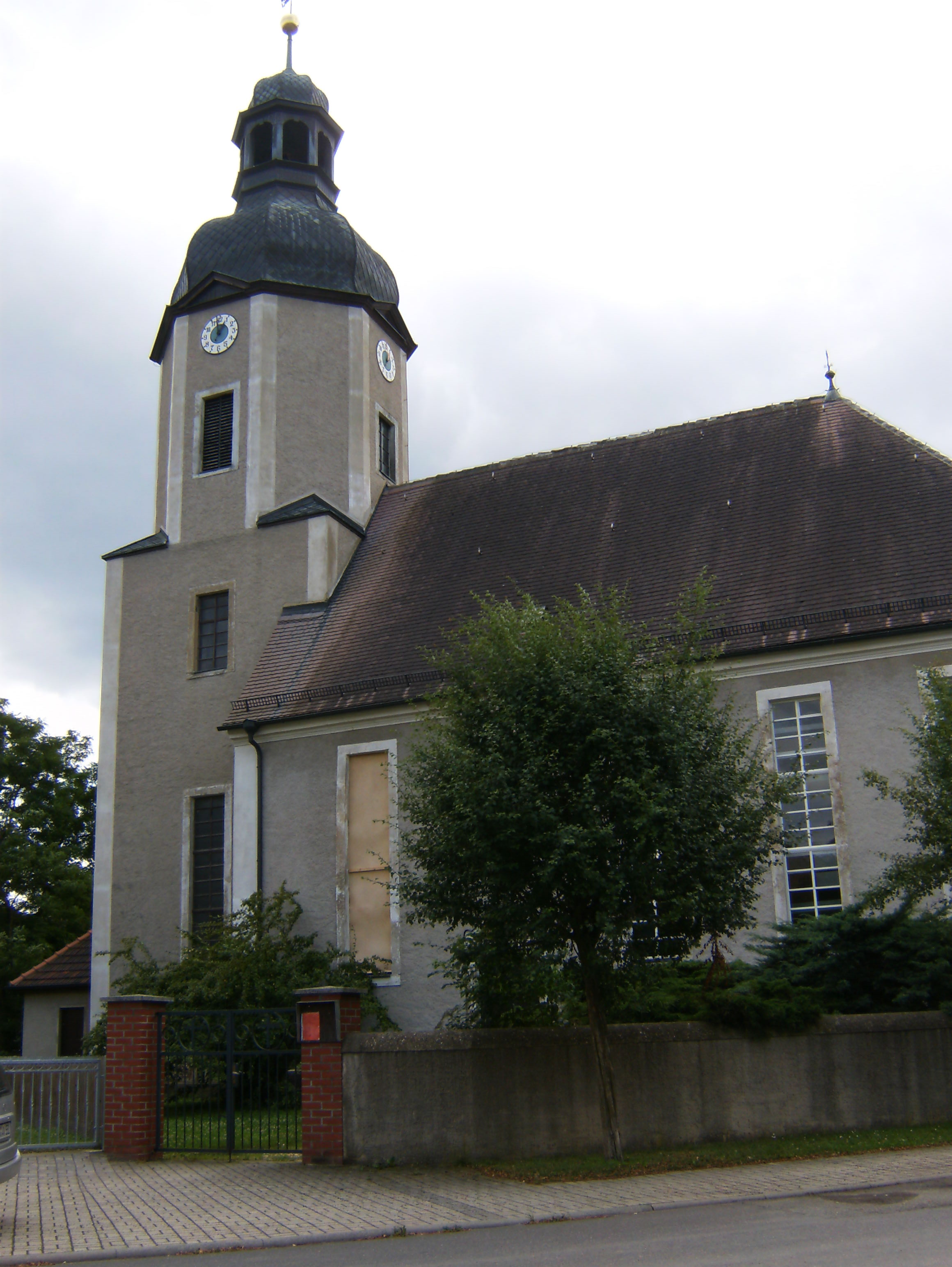
Caaschwitz, Kirche

- Dorfkirche Caaschwitz – erbaut in den Jahren 1750/51[7]
- Denkmal zum Gedenken an die Opfer des Ersten Weltkrieges

## Sport
Im Jahre 1967 wurde durch den Sportfreund Bruno Reuter die „BSG Aufbau Caaschwitz“ ins Leben gerufen. Es entstand die Sektion Fußball. Aber schon viele Jahre vorher wurde in der Sportgemeinschaft Caaschwitz Sport getrieben, dazu zählen Gerätturnen und Tischtennis. Im Jahre 2004 sind Dokumente aufgetaucht, die die Gründung der „TSG Caaschwitz“ vor 100 Jahren belegen. Aus diesem Grund fand Anfang Herbst 2004 eine 100-Jahr-Feier statt.
Schon ein Jahr nach dem Fußballstart gelang der Mannschaft der Aufstieg in die Kreisklasse und es erfolgte auch gleich der Abstieg.
Nach der Sportplatzweihe 1970 konnten in den Jahren 1971 bis 1973 jährlich die Bergmannsturniere (Dolomitwerk) durchgeführt werden. 1981 empfing die BSG Aufbau Caaschwitz tschechische Freunde aus Neurazy zum Fußballspiel. Zu einem Gegenbesuch der Fußballer mit ihren Familien kam es ein Jahr später und weitere Treffen folgten.
Weiterhin werden schon über 20 Jahre sportliche und freundschaftliche Beziehungen mit dem Fußballverein „Traktor Ursprung“ aus Sachsen gepflegt, der noch heute zum traditionellen Fußballpfingstturnier kommt.
In den Spieljahren 1982/1983, 1983/1984 und 1984/1985 konnten die Caaschwitzer Fußballer das Endspiel um den Goldenen Traktor (Wanderpokal) erreichen. In den ersten beiden Spielserien blieb der Pokal in Caaschwitz.
Am 16. August 1990 wurde aus der Betriebssportgemeinschaft die Turn- und Sportgemeinschaft. Nach der Wende gelang es dem Verein, Sponsoren zu finden, die den weiteren Spielbetrieb ermöglichten.
Seit dem 2. April 1991 ist die TSG ein eingetragener Verein. Die Spieler konnten zu den alljährlichen Pfingstturnieren in den Jahren 1985, 1986, 1987, 1994, 1995, 1996, 1997, 2000 und 2003 jeweils einen der vorderen drei Plätze erspielen.
Der Verein unterstützt die Caaschwitzer Gemeinde aktiv bei kulturellen Veranstaltungen. Zum Heimat-, Kinder- und Sportfest trugen die jüngsten Sportler im Alter zwischen sieben und 15 Jahren in den Jahren 1994 bis 1997 ein Fußballturnier aus.
2002 konnte mit Hilfe von Lottomitteln der Staatskanzlei und des Innenministeriums das Sportplatzgelände durch den Bau eines Bolzplatzes, 2003 einer Volleyballanlage und 2004 eines Basketballplatzes erweitert werden.
Auf der Mitgliederversammlung von 2004 wurde ein Vorschlag des Silbitzer Sportvereins, beide Sportvereine zu fusionieren, einstimmig abgelehnt.

## Wirtschaft und Infrastruktur

### Verkehr
Durch den Ort führt die Landstraße 3007. Die Buslinie 203 des RVG Regionalverkehr Gera/Land verbindet den Ort im Zweistundentakt mit Bad Köstritz, Gera, Eisenberg und als Durchbindung mit Münchenbernsdorf.

### Ansässige Unternehmen
Das Wünschendorfer Dolomitwerk Tagebau Caaschwitz ist eines der größten Unternehmen. In Caaschwitz gibt es auch eine Spedition und weitere kleine Unternehmen. Früher existierte eine Ziegelei.

### Wasserver- und Abwasserentsorgung
Die Gemeinde Caaschwitz ist Mitglied im Zweckverband Wasser / Abwasser Mittleres Elstertal. Dieser übernimmt für die Gemeinde die Trinkwasserversorgung und Abwasserentsorgung.

## Persönlichkeiten
- Robert Heydenreich (1863–1938), Jurist und Beamter